# Jan H. Börjesson
Sven Jan Henrik Börjesson, född 7 oktober 1969 i Träslövs församling, Hallands län, är en svensk organist.

## Biografi
Jan H. Börjesson föddes 1969 i Träslövs socken. Han studerade 1987 till 1992 vid Musikhögskolan i Göteborg. Under tiden där hade han bland andra Rune Wåhlberg, Hans Davidsson, Hans-Ola Ericsson och Jacques van Oortmerssen som orgellärare. Från 2000 till 2016 arbetade han som organist i Göteborgs S:t Pauli församling och från 2016 till 2024 som organist i Kalmar domkyrkoförsamling. Börjesson blev 2024 domkyrkoorganist i Strängnäs domkyrkoförsamling.

## Diskografi
- 2007 – Alla Leggenda - Jan H Börjesson spelar på orgeln i Jönköpings Kristina kyrka.
- 2011 – Ave Maris Stella - Jan H Börjesson spelar på orgeln i Vadstena Klosterkyrka.
- 2018 – Fantasia - Jan H Börjesson spelar på orgeln i Östra Husby kyrka.